# Rhampholeon boulengeri
Rhampholeon boulengeri este o specie de cameleoni din genul Rhampholeon, familia Chamaeleonidae, descrisă de Steindachner 1911. Conform Catalogue of Life specia Rhampholeon boulengeri nu are subspecii cunoscute.